# زلالي الخوانساري
زلالي الخوانساري (ت. 1024 هـ) هو من شعراء إيران في العصر الصفوي.
هو محمد حسن الخوانساري، المشهور بحكيم زلالي، المعروف بزلالي. عاصر الشاه عباس الصفوي الأول. توفي سنة 1024 هـ، وقيل سنة 1031 هـ، وقيل سنة 1016 هـ.

## آثاره
من آثاره: ديوان شعر، وله سبع مثنويات تحت اسم سبعه سياره وهي : آذر وسمندر، وسليمان نامه، وشعله ديدار، وحسن گلو سوز، وذره وخورشيد، ومحمود واياز، وميخانه.